# Friedrich Ring
Friedrich Dominicus Ring, né le 24 mai 1726 à Strasbourg et décédé le 8 février 1809 à Karlsruhe, est un écrivain et intellectuel allemand proche des milieux aristocratiques allemands russes et français.
Fils d'un charpentier et formé en théologie, il fait la connaissance de nombreux savants et poètes au cours d'un voyage éducatif en Allemagne en 1752.
De 1753 à 1756, il est précepteur dans la famille Muralt à Zurich. A cette époque il entre en contact avec le cercle intellectuel de Christoph Wieland ; il prêche et enseigne à Strasbourg et à Colmar.
En 1759, le margrave Karl Friedrich l'attira à Karlsruhe comme précepteur.
En 1763, il épouse Karoline Christine Wieland.
Il entretenait une importante correspondance, entre autres avec Johann von Herder et Wieland.

## Textes édités
- Denis Diderot, Regrets sur ma vieille robe de chambre, 1772. Sans lieu d'édition, ni autorisation de l'auteur.
- Lettres de M. le chevalier de Boufflers pendant son séjour en Suisse à Mme sa mère, 1772. Sans lieu d'édition.